# Europäische Interventionsinitiative
Die Europäische Interventionsinitiative (englisch European Intervention Initiative – EI2) ist ein rein europäisches militärisches Projekt, welches auf eine Initiative des französischen Staatspräsidenten Emmanuel Macron im September 2017 zurückgeht.
Frankreich, Deutschland, Großbritannien, Belgien, Spanien, Portugal, Dänemark, die Niederlande und Estland gaben am 25. Juni 2018 in Luxemburg den Startschuss für eine entsprechende Planung. Mittlerweile zählt die EI2 13 Mitglieder, nachdem auch Finnland, Italien, Norwegen und Schweden beigetreten sind.
Laut dem Französischen Verteidigungsministerium ist die Initiative gestartet worden, um die europäische Verteidigung mit einem neuen Kooperationsansatz zu stärken. Das Ziel: Das zum Vorscheinkommen einer zukünftigen europäischen Strategie begünstigen, indem pragmatische operative und strategische Kooperationen entwickelt werden, um die Sicherheit Europas zu garantieren. Längerfristig soll eine gemeinsame strategische Kultur entstehen. Die EI2 soll dabei die Europäische Union und die NATO ausdrücklich nur ergänzen, nicht auch nur ansatzweise ersetzen.
Wie weit die Zusammenarbeit konkret gehen soll, ist bisher unklar. Während die einen Quellen von dem Ziel einer deutlich engere Zusammenarbeit zwischen den Generalstäben zum Zweck einer schnelleren militärische Reaktion in Krisensituationen sprechen, sind andere Aussagen zum Ziel der Zusammenarbeit deutlich zurückhaltender:

„(EI2) … beinhaltet nicht die Schaffung einer neuen schnellen Eingreiftruppe, sondern sei eine Initiative, um ein ‚flexibles, unverbindliches Forum‘ von Staaten zu schaffen, die ‚bereit und fähig‘ seien, wenn nötig europäische Sicherheitsinteressen zu verteidigen, heißt es in der Absichtserklärung.“

Die Interventionsinitiative wird auch als Ausdruck eines „Europa der zwei Geschwindigkeiten“ auf dem Feld der Gemeinsamen Sicherheits- und Verteidigungspolitik (GSVP) der Europäischen Union gesehen. Die bis auf Estland ausschließlich west- und nordeuropäischen Kernstaaten sind hier unter französischer Führung außerhalb des EU-Rahmens vorangegangen, was die Beteiligung des Vereinigten Königreichs begünstigt. Dabei versteht sich die EI2 nicht als „geschlossene Gesellschaft“. Gemäß dem französischen Verteidigungsministerium kann das Forum um andere europäische Staaten erweitert werden, sobald es sich weiter konsolidiert habe.
Im Jahr 2021 verfügt die Initiative über einen bereitgestellten jährlichen Arbeitszyklus, der u.a das Treffen der Verteidigungsminister, das Treffen der politischen Direktoren der Verteidigungsministerien und ein halbjährliches Treffen der Generalstäbe („Military European Strategic Talks“ – MEST) umfasst. Neben der politischen Leitung und militärischen Führung kommen auch Diplomaten und Industrievertreter aus den EI2-Mitgliedsstaaten zusammen.
Aktuell (2021) finden Ausarbeitungen auf vier Handlungsfeldern statt: 1. Strategische Vorausschau, 2. Anwendungsszenarien, 3. Erfahrungsaustausch und gemeinsame Doktrin sowie 4. Unterstützung von Einsätzen. Diese Arbeiten betreffen zum Beispiel Regionen oder Themen, die von gemeinsamem Interesse sind, wie die Sahel-Zone, die Karibik, der Indische Ozean, das Baltikum, die Arktis, der Golf von Guinea, das Mittelmeer oder Desinformationskampagnen. Hintergründe hierfür sind der Kampf gegen Terror und Piraterie, Migration und Flüchtlingswesen, die Corona-Pandemie, der Klimawandel und hybride Angriffe.
Das französische Verteidigungsministerium verweist darauf, dass die Interventionsinitiative schon konkrete europäische Aktionen umgesetzt hat: So zum Beispiel das Managen der COVID-19-Krise, den Start der „Operation Takuba“ sowie das Schaffen von Bedingungen für künftige militärische Einsätze. Kritiker weisen auf die Gefahr einer Fragmentierung der EU durch Proliferation von Initiativen hin, die von Frankreich rein für eigene Interessen instrumentalisiert würden.

## Brexit
Trotz des Austritts Großbritanniens aus der EU, ist das Vereinigte Königreich weiterhin Teil der Initiative. Das Unterhaus stellte dazu fest, dass angesichts der Tatsache, dass diese Initiative außerhalb der EU-Gesetze zustande kam, es auch eine post-Brexit Möglichkeit für Großbritannien böte, an EU-Sicherheitspolitik teilzunehmen. Allerdings würde von „pro-Brexit Kommentatoren“ auch das Risiko wahrgenommen werden, Großbritannien könnte über die Initiative durch das „Hintertürchen“ Teil einer „Europaarmee“ werden.